# Epilobium luteum
Epilobium luteum är en dunörtsväxtart som beskrevs av Frederick Traugott Pursh. Epilobium luteum ingår i släktet dunörter, och familjen dunörtsväxter. Inga underarter finns listade i Catalogue of Life.

## Bildgalleri

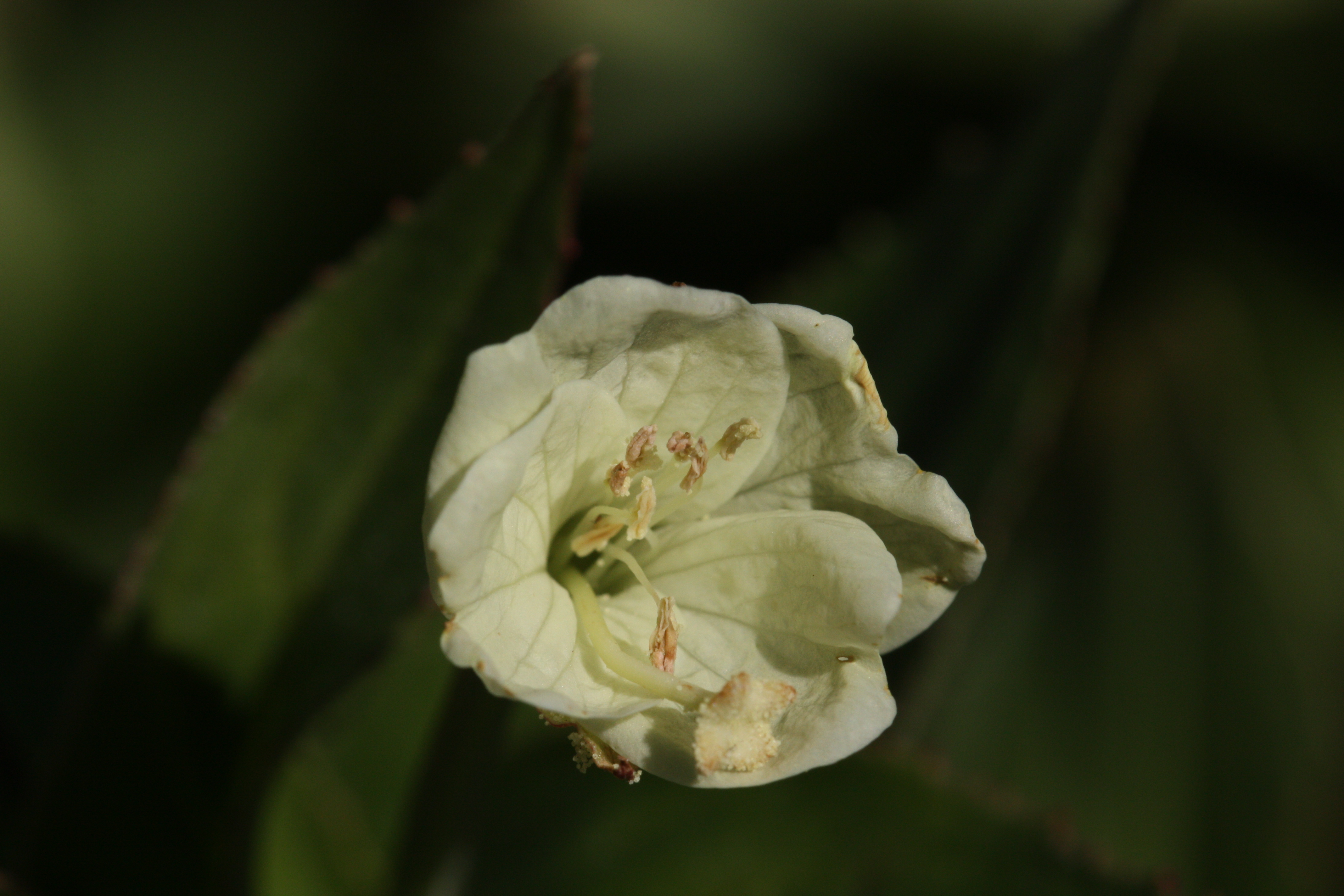
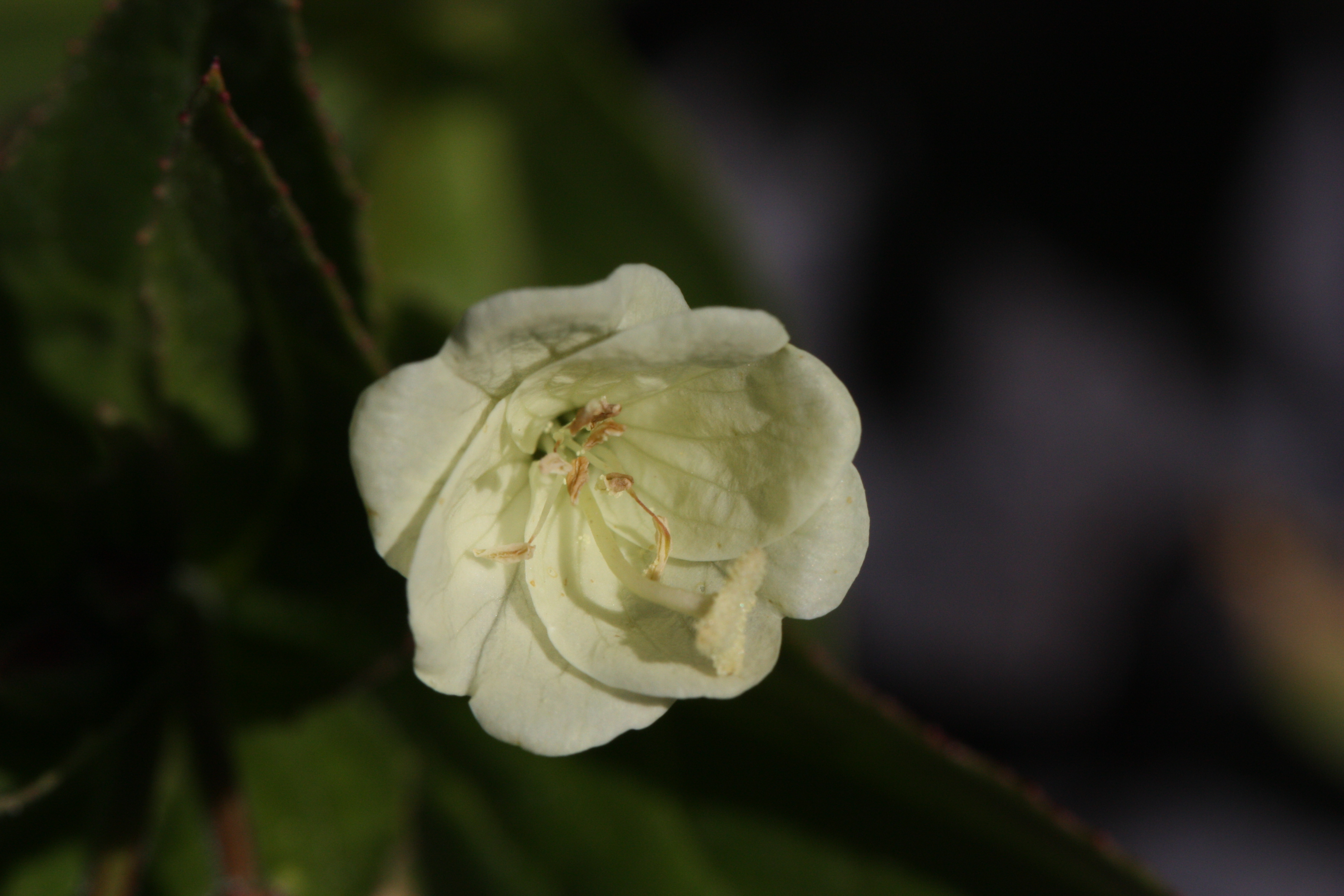
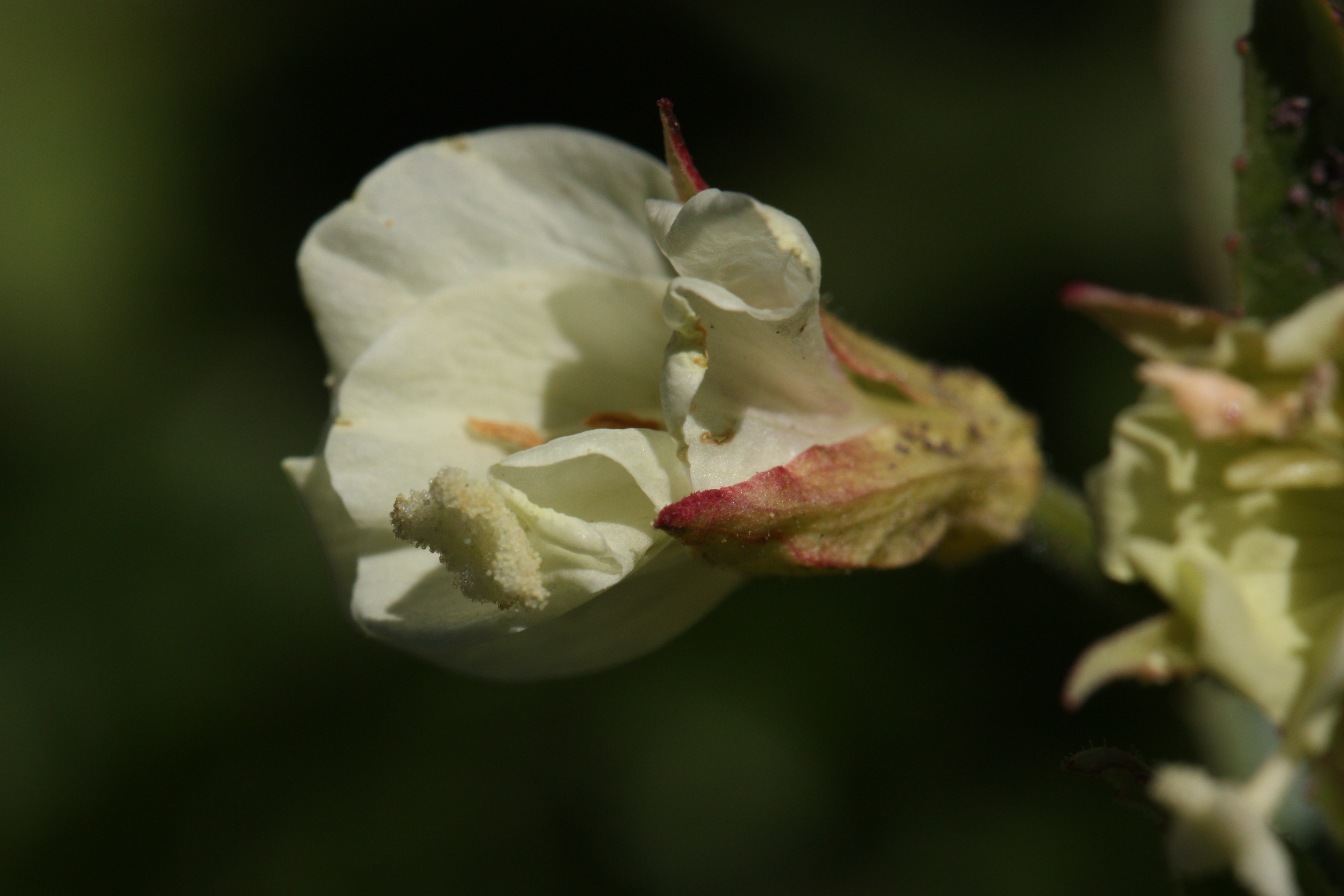
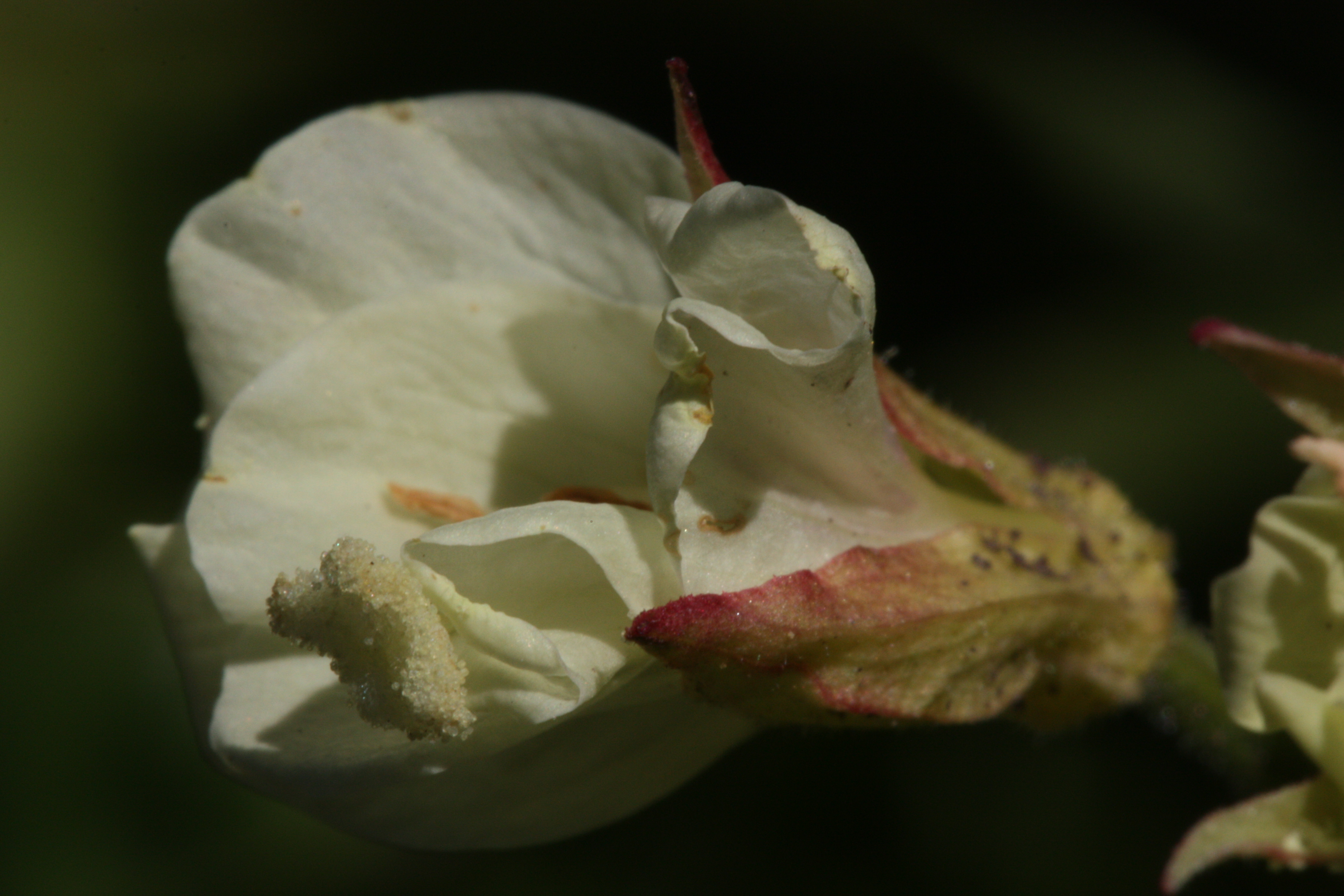